# Arcania: Gothic 4
Arcania: Gothic 4 (также с 2013 года — Arcania; официальное локализованное название — «Готика 4: Аркания») — компьютерная ролевая игра, разработанная компанией Spellbound Entertainment и изданная JoWooD Entertainment и DreamCatcher Interactive (США, Канада) для платформ PC и Xbox 360 в октябре 2010 года под названием Arcania: Gothic 4. Издателем и локализатором на территории России выступила компания «Акелла», которая выпустила игру для PC в том же месяце под названием «Готика 4: Аркания».
Хронологически игра является четвёртой по счёту во вселенной Gothic и сюжетно представляет собой спин-офф, события которого происходят спустя 10 лет после окончания Gothic 3 и посвящены новому центральному персонажу, параллельно рассказывая о судьбе главного героя трёх предыдущих игр и прочих ключевых персонажей серии, таких как Диего, Мильтен, Ксардас, Лестер, Мердарион и других. Действие разворачивается на архипелаге южных островов, с основным сюжетом на Аркании, разделённой на несколько природных зон, каждая из которых обладает своим климатом, флорой и фауной.
В 2013 году Arcania: Gothic 4 сменила издателя на компанию Nordic Games, которая в том же году переиздала игру под альтернативным названием Arcania и выпустила расширенное издание — Arcania: The Gomplete Tale, в которое вошли версии для Xbox 360 и PlayStation 3, а также дополнение 2011 года, Arcania: Fall of Setarrif. В мае 2015 года состоялся выпуск версии для PlayStation 4.
Оригинальные версии игры для ПК и Xbox 360 получили смешанные отзывы критиков, а портированные переиздания для PlayStation 3 и PlayStation 4 — преимущественно отрицательные.

## Сравнение с предыдущими играми серии
По сравнению с предшественниками, игровая механика была упрощена. Например, доступно только три заклинания. Кроме того, персонаж может взаимодействовать только с именованными персонажами. Механика сна отсутствует, поэтому игрок не может спать в течение выбранного периода времени, как в предыдущих играх. Игрок может владеть любым оружием, так как у него нет требований к статистике. В игре нет учителей, как в предыдущих частях, и все навыки можно изучить с помощью дерева навыков.

## Сюжет
Война. Это то, чем жил Безымянный герой (центральный персонаж трёх предыдущих игр), а ныне король Миртаны — Робар III, последние 12 лет. Он присоединил к Миртане Нордмар и Варант и отправился на Аргаан, чтобы присоединить и его. Но в плавании король утратил себя и стал лишь тенью своего былого величия. Генералы Робара захватили город Торниару, сделав её резиденцией миртанского короля. Однако воину Инноса этого было мало и он все время повторял — «Амулет… Я… Мы должны сражаться, сражаться… Сражаться…». Лорд Хаген выступил на запад, а Ли на восток, чтобы осадить город Сетарриф. Но война не осталась на Аргаане и перешла на соседний остров — Фешир.
Ничего не подозревающий пастух занимался своим делом — пас овец. К нему подошла его любовь Айви. Она отвела будущего героя к отцу, который дал ему три задания. Когда они будут исполнены, Герой сможет жениться на Айви. Условием одного из заданий было прогнать с острова контрабандиста, а по совместительству учителя пастуха, которым оказался Диего. Тот поддался. После получения благословения, Айви заявила, что хочет перебраться на Аргаан, с чем может помочь Диего. Так как на Аргаане идет война с Миртанийцами, Диего не захотел брать на себя такое обязательство, отправив Героя к Лирке, чтоб тот отнёс ей какие-то травы, а заодно доказал, что действительно чего-то стоит. Лирка живёт в Запретном лесу. Когда Пастух приходит к ней, то узнает от неё, что в нём сокрыто что-то могущественное. Возвращаясь домой, пастух наблюдает, за тем, как его родная деревня охвачена пламенем, а невеста убита паладинами короля. Так начался путь мести. Диего отвозит охваченного яростью пастуха на Аргаан, и наводит на идею, как отомстить сумасшедшему королю Миртаны — добраться до Забытого храма, где находится Священная Наковальня, и не дать сделать это паладинам короля.
Путь лежит через Сильверлэйк. Чтобы добраться до него, нужно получить разрешение у барона Ренвика, чьим старшим стражем является старый друг Диего и Робара, Горн. Герой получает разрешение на проход в Долину Крови, где прошло сражение между войсками Сильверлэйка и паладинами лорда Хагена, в котором победили люди лорда Гаваана (Сильверлейк). Однако победитель попадает в плен к оркам. Чтобы добраться до архивов Сильверлэйка, герою нужно спасти лорда. Сделав это, герой попадает в архив, и узнает, что храмом интересовались маги из Туушу. Герой отправляется туда. Туушу — это болото, где раскинулось большое дерево, и где живут представители всех трех видов магии. Герою нужен Великий Магистр воды Мердарион, чтобы узнать о магах. Добравшись до магистра, и став заодно членом Туушу, герой узнает что был послан лишь один маг — Икариус. Герой находит Икариуса, вернее его труп, и узнает, что с ним был послан отшельник Лестер. Ещё один из старых друзей нашёлся. Герой тут же отправляется в хижину Лестера, где встречает четвёртого друга — Мильтена, который является Великим магистром Огня на Туушу. Лестера похитили орки, и Мильтен помогает Герою найти его в пещерах ороритоттков. Лестер говорит, что местонахождение входа в храм знают в монастыре, посвященном Инносу и Белиару, расположенном на утесе. Прибыв в монастырь и пройдя испытания богов, Герой узнаёт, что вход находится в джунглях Сетариффа. Однако Новый Безымянный также узнал, что один из шпионов лорда Хагена, тоже знает где вход в храм. Проделав путь, Герой добирается до Храма, убивает шпиона, добирается до священной наковальни, и теперь держит путь в Торниару. Добравшись, Герой встречает не стражей города, а Горна, который поведал ему, что Торниару осаждает нежить. Друзья смогли освободить несколько районов города, но дальше не знают, что делать. Поговорив с Диего, герой попадает в замок, и по просьбе Диего ищет шпионку Робара — Даку, оказавшейся Зирой, с которой Герой пересекался в таверне «У расколотой девы» и Туушу. Дака говорит, что Хаген в плену у Друрханга, барона, предавшего короля. Также, именно Друрханг стоит за нападением на Фешир. Добравшись до Хагена, герой узнает, что Друрханг лично убил Айви. Когда Герой встречается с Друрхангом, он узнал, что последний повинуется Ксеше, бывшей слуге Богини и ставшей слугой Белиара, и что именно Друрханг разрушил Фешир, из-за того, что тот, кто сможет убить Ксешу будет родом с Фешира. После напряженного боя, герой встречает астральную проекцию Ксардаса, который знает способ ненадолго вернуть Робару III здравый смысл. Сделав это, Герой наконец-то говорит с Робаром, и узнаёт, что причина безумия короля — амулет Крушака (Спящего), который дала королю перед началом войны какая-то слепая женщина. Амулет, это своего рода, темница Крушака, которого когда-то изгнал Робар III (событие игры Gothic I). Во время войны, печать с амулета была сорвана и демон смог вселиться в короля и потихоньку пожирать его душу. Этот амулет должен добраться до монастыря Богини.
Забрав амулет, герой попадает в Башню Ксардаса. Последний говорит, что амулет, это часть куда большего амулета Богини. Хотя и Боги были изгнаны из этого мира, ни Робар, ни Ксардас не знают, как демоны остались. Герой отправился в монастырь, который атаковала Ксеша. Добравшись до монастыря, герой убивает Ксешу, и затем амулет был доставлен в Храм, а в Сетаррифе Эторн VI, Торус, и орк-шаман изгнали Крушака из тела короля, думая, что, он являлся источником его сил.
Если бы Герой не доставил амулет, то Робар III бы погиб, а затем и весь мир.

## Разработка
22 мая 2007 года издатель предыдущих игр серии (за исключением первой), компания JoWooD Productions, выпустила пресс-релиз с сообщением, что сотрудничество с немецким разработчиком Piranha Bytes, которым были разработаны все предыдущие игры серии, завершено, и JoWooD, обладая правами на использование серии и торговой марки «Gothic», планирует разработку следующей части. На следующий день издатель объявил о поиске нового разработчика для Gothic 4.
23 августа 2007 года новый разработчик — компания Spellbound — был официально представлен издателем.
В ходе разработки название игры менялось с «Gothic 4: Genesis» на «Gothic 4: Arcania», а на Games Convention 2008 был назван вариант «Arcania: A Gothic Tale».
23 марта 2010 на конференции CD Project игру представили под окончательным названием — Arcania: Gothic 4. В 2013 году, спустя 3 года после поступления игры в продажу, её новый издатель, компания Nordic Games, стал издавать её без приставки Gothic 4.
Игра разрабатывалась на движке Trinigy Vision Engine компании Trinigy.

## Локализация
Изданием игры в России занималась частная компания Акелла. Был заключён договор с издательством JoWooD Entertainment на локализацию игры для российского рынка. Российская версия поступила в продажу 12 октября 2010 года под названием «Готика 4: Аркания».

## Геймплей
Игра является классической Action-RPG от третьего лица. Все действия в игре происходят в реальном времени, герою доступны три вида ведения боя: ближний бой, дальняя атака и заклинания. Заклинания, которые игрок узнаёт по ходу прохождения, делятся три типа: огонь, лед и молния. Сила действия магии повышается с опытом героя.

## Релиз
Игра была выпущена в октябре 2010 года для Microsoft Windows и Xbox 360. 13 октября 2010 года компания JoWooD объявила через своего генерального директора Франца Росслера, что Arcania получит несколько дополнений в 2011 году.
Патч для игры был выпущен 23 ноября 2010 года для платформы ПК. Обновление немного изменило определенную динамику игрового процесса, повысило общую производительность и улучшило стабильность.
9 декабря 2010 года JoWooD объявила, что они выпустят Arcania: Fall of Setarrif в 2011 году – первое дополнение из нескольких запланированных дополнений для Arcania. Помимо нескольких часов геймплея, новых локаций монстров и квестов, в дополнении появилась новая функция - возможность играть за известных персонажей из готической серии.

## Реакция игровой прессы
| Сводный рейтинг    | Сводный рейтинг     | Сводный рейтинг | Сводный рейтинг     |
| Издание            | Оценка              | Оценка          | Оценка              |
| Издание            | PC                  | PS3             | Xbox 360            |
| ------------------ | ------------------- | --------------- | ------------------- |
| GameRankings       | 62,71 %             | 41,73 %         | 62,47 %             |
| Metacritic         | 63/100 (18 обзоров) | N/A             | 65/100 (12 обзоров) |
| Иноязычные издания |                     |                 |                     |
| Издание            | Оценка              | Оценка          | Оценка              |
| Издание            | PC                  | PS3             | Xbox 360            |
| IGN                | 7,5/10              | N/A             | 7/10                |

Версии Arcania: Gothic 4 для ПК и Xbox 360 получили смешанные отзывы, в то время как версии Arcania: The Complete Tale для PlayStation 3 и PlayStation 4 получили в основном негативные отзывы, согласно сайту агрегации обзоров Metacritic.
| Иноязычные издания    | Иноязычные издания |
| Издание               | Оценка             |
| --------------------- | ------------------ |
| CVG                   | 6,7/10             |
| Eurogamer             | 4/10               |
| GameSpot              | 5/10               |
| GamesRadar+           | 6/10               |
| Русскоязычные издания |                    |
| Издание               | Оценка             |
| Absolute Games        | 35/100             |
| PlayGround.ru         | 6,2 / 10           |
| «Домашний ПК»         | 3/5                |
| «Игромания»           | 6/10               |
| «Страна игр»          | 6/10               |

- Российский портал игр Absolute Games поставил игре 35/100. Обозреватель отметил слабый сюжет игры, плохую графику и отсутствие каких-либо улучшений по сравнению с предыдущими играми серии. Вердикт: «На выставке gamescom 2009 мне довелось увидеть ранний билд Arcania. Скучающий продюсер бродил по безлюдным селениям, невпопад отвечая на пытливые вопросы журналистов. Прошел год. Игра как была, так и осталась пустышкой в блестящей обертке. Хотя даже графика, которой авторы кичились на презентации в Лейпциге (если показ начинают с получасового рассказа о шейдерах и честном HDR-освещении — жди беды), отстала от прогресса. Симпатичные пейзажи испорчены уродливым небом, изрыгающим ниточки серых пикселей, а по улицам шляются клоны с одинаково пухлыми, водянистыми рожами и похабными голосами. Не красят Gothic 4 и кривенькие ролики, сляпанные, видимо, на последние евроценты»[32].
- Журнал Игромания поставил игре 6 баллов из 10-ти, сделав следующее заключение: «Arcania настолько вызывающе нелепа, что это даже затягивает, — науке известны случаи, когда люди, уже не питающие по поводу новой „Готики“ никаких иллюзий, наматывали в ней час за часом то ли из чувства противоречия, то ли в целях самобичевания: послушать очередной пресный диалог, умилиться очередному нелепому квесту, дождаться какого-нибудь смешного бага… А там, глядишь, доберетесь и до второй половины повествования, где игра наконец-то бросает нам вызов и заставляет пользоваться всеми предоставляемыми возможностями (которых в Gothic осталось порядочно даже после неумелого хирургического вмешательства). Там же появляются крупные города и даже незапертые пещеры. Так что у игры Spellbound, пожалуй, даже есть призрачный шанс. Вот только называть её столь громким именем — как минимум самонадеянно»[35].
- Страна Игр поставила игре 6.0 из 10-ти баллов. К достоинствам были причислены отсутствие багов и красивая графика. К недостаткам отнесли плохо разработанную одиночную кампанию, упрощённую боевую и ролевую системы. Вердикт: «Максимально доступная, лишенная сколько-нибудь сложных элементов, приветливая для новичков — такой „Готика“ не была никогда. У творения Spellbound вообще очень мало общего с настоящей немецкой ролевой игрой. „Аркания“ — никак не тот феномен, которому огромное количество народу поклоняется с конца прошлого века»[36].